# Danh sách vô địch đơn nữ Giải quần vợt Roland-Garros
| Năm       | Vô địch                                          | Hạng nhì                                         | Tỷ số                                            |
| 1912      | Marguerite Broquedis                             | Mieken Rieck                                     | 6-3, 0-6, 6-4                                    |
| 1913      | Mieken Rieck                                     | Marguerite Broquedis                             | 6-4, 3-6, 6-4                                    |
| 1914      | Suzanne Lenglen                                  | Germaine Golding                                 | 6-2, 6-1                                         |
| 1915-1919 | Không tổ chức Chiến tranh thế giới lần thứ nhất  | Không tổ chức Chiến tranh thế giới lần thứ nhất  | Không tổ chức Chiến tranh thế giới lần thứ nhất  |
| 1920      | Dorothy Holman                                   | Francisca Subirana                               | 6-0, 7-5                                         |
| 1921      | Suzanne Lenglen                                  | Molla Bjurstedt-Mallory                          | 6-2, 6-3                                         |
| 1922      | Suzanne Lenglen                                  | Elizabeth Ryan                                   | 6-3, 6-2                                         |
| 1923      | Suzanne Lenglen                                  | Kitty McKane                                     | 6-3, 6-3                                         |
| 1924      | Không tổ chức do chuẩn bị cho Olympic Paris 1924 | Không tổ chức do chuẩn bị cho Olympic Paris 1924 | Không tổ chức do chuẩn bị cho Olympic Paris 1924 |
| 1925      | Suzanne Lenglen                                  | Kitty McKane-Godfree                             | 6-1, 6-2                                         |
| 1926      | Suzanne Lenglen                                  | Mary Browne                                      | 6-1, 6-0                                         |
| 1927      | Kea Bouman                                       | Irene Bowder-Peacock                             | 6-2, 6-4                                         |
| 1928      | Helen Wills                                      | Eileen Bennett                                   | 6-1, 6-2                                         |
| 1929      | Helen Wills                                      | Simone Passemard-Mathieu                         | 6-3, 6-4                                         |
| 1930      | Helen Wills-Moody                                | Helen Jacobs                                     | 6-2, 6-1                                         |
| 1931      | Cilly Aussem                                     | Betty Nuthall                                    | 8-6, 6-1                                         |
| 1932      | Helen Wills-Moody                                | Simone Passemard-Mathieu                         | 7-5, 6-1                                         |
| 1933      | Margaret Scriven                                 | Simone Passemard-Mathieu                         | 6-2, 4-6, 6-4                                    |
| 1934      | Margaret Scriven                                 | Helen Jacobs                                     | 7-5, 4-6, 6-1                                    |
| 1935      | Hilde Krahwinkel-Sperling                        | Simone Passemard-Mathieu                         | 6-2, 6-1                                         |
| 1936      | Hilde Krahwinkel-Sperling                        | Simone Passemard-Mathieu                         | 6-3, 6-4                                         |
| 1937      | Hilde Krahwinkel-Sperling                        | Simone Passemard-Mathieu                         | 6-2, 6-4                                         |
| 1938      | Simone Passemard-Mathieu                         | Nelly Adamson-Landry                             | 6-0, 6-3                                         |
| 1939      | Simone Passemard-Mathieu                         | Jadwiga Jedrzejowska                             | 6-3, 8-6                                         |
| 1940-1945 | Không tổ chức Chiến tranh thế giới lần thứ hai   | Không tổ chức Chiến tranh thế giới lần thứ hai   | Không tổ chức Chiến tranh thế giới lần thứ hai   |
| 1946      | Margaret Osborne                                 | Pauline Betz                                     | 1-6, 8-6, 7-5                                    |
| 1947      | Patricia Canning-Todd                            | Doris Hart                                       | 6-3, 3-6, 6-4                                    |
| 1948      | Nelly Adamson-Landry                             | Shirley Fry                                      | 6-2, 0-6, 6-0                                    |
| 1949      | Margaret Osborne-du Pont                         | Nelly Adamson-Landry                             | 7-5, 6-2                                         |
| 1950      | Doris Hart                                       | Patricia Canning-Todd                            | 6-4, 4-6, 6-2                                    |
| 1951      | Shirley Fry                                      | Doris Hart                                       | 6-3, 3-6, 6-3                                    |
| 1952      | Doris Hart                                       | Shirley Fry                                      | 6-4, 6-4                                         |
| 1953      | Maureen Connolly                                 | Doris Hart                                       | 6-2, 6-4                                         |
| 1954      | Maureen Connolly                                 | Ginette Jucker-Bucaille                          | 6-4, 6-1                                         |
| 1955      | Angela Mortimer                                  | Dorothy Head-Knode                               | 2-6, 7-5, 10-8                                   |
| 1956      | Althea Gibson                                    | Angela Mortimer                                  | 6-0, 12-10                                       |
| 1957      | Shirley Bloomer                                  | Dorothy Head-Knode                               | 6-1, 6-3                                         |
| 1958      | Zsuzsi Kormoczy                                  | Shirley Bloomer                                  | 6-4, 1-6, 6-2                                    |
| 1959      | Christine Truman                                 | Zsuzsi Kormoczy                                  | 6-4, 7-5                                         |
| 1960      | Darlene Hard                                     | Yola Ramírez                                     | 6-3, 6-4                                         |
| 1961      | Ann Haydon                                       | Yola Ramírez                                     | 6-2, 6-1                                         |
| 1962      | Margaret Smith                                   | Lesley Turner                                    | 6-3, 3-6, 7-5                                    |
| 1963      | Lesley Turner                                    | Ann Haydon-Jones                                 | 2-6, 6-3, 7-5                                    |
| 1964      | Margaret Smith                                   | Maria Bueno                                      | 5-7, 6-1, 6-2                                    |
| 1965      | Lesley Turner                                    | Margaret Smith                                   | 6-3, 6-4                                         |
| 1966      | Ann Haydon-Jones                                 | Nancy Richey                                     | 6-3, 6-1                                         |
| 1967      | Françoise Dürr                                   | Lesley Turner                                    | 4-6, 6-3, 6-4                                    |
| 1968      | Nancy Richey                                     | Ann Haydon-Jones                                 | 5-7, 6-4, 6-1                                    |
| 1969      | Margaret Court                                   | Ann Haydon-Jones                                 | 6-1, 4-6, 6-3                                    |
| 1970      | Margaret Court                                   | Helga Niessen Masthoff                           | 6-2, 6-4                                         |
| 1971      | Evonne Goolagong                                 | Helen Gourlay                                    | 6-3, 7-5                                         |
| 1972      | Billie Jean King                                 | Evonne Goolagong                                 | 6-3, 6-3                                         |
| 1973      | Margaret Court                                   | Chris Evert                                      | 6-7, 7-6, 6-4                                    |
| 1974      | Chris Evert                                      | Olga Morozova                                    | 6-1, 6-2                                         |
| 1975      | Chris Evert                                      | Martina Navrátilová                              | 2-6, 6-2, 6-1                                    |
| 1976      | Sue Barker                                       | Renáta Tomanová                                  | 6-2, 0-6, 6-2                                    |
| 1977      | Mima Jaušovec                                    | Florenta Mihai                                   | 6-2, 6-7, 6-1                                    |
| 1978      | Virginia Ruzici                                  | Mima Jaušovec                                    | 6-2, 6-2                                         |
| 1979      | Chris Evert-Lloyd                                | Wendy Turnbull                                   | 6-2, 6-0                                         |
| 1980      | Chris Evert-Lloyd                                | Virginia Ruzici                                  | 6-0, 6-3                                         |
| 1981      | Hana Mandlíková                                  | Sylvia Hanika                                    | 6-2, 6-4                                         |
| 1982      | Martina Navrátilová                              | Andrea Jaeger                                    | 7-6, 6-1                                         |
| 1983      | Chris Evert-Lloyd                                | Mima Jaušovec                                    | 6-1, 6-2                                         |
| 1984      | Martina Navrátilová                              | Chris Evert-Lloyd                                | 6-3, 6-1                                         |
| 1985      | Chris Evert-Lloyd                                | Martina Navrátilová                              | 6-3, 6-7(4), 7-5                                 |
| 1986      | Chris Evert-Lloyd                                | Martina Navrátilová                              | 2-6, 6-3, 6-3                                    |
| 1987      | Steffi Graf                                      | Martina Navrátilová                              | 6-4, 4-6, 8-6                                    |
| 1988      | Steffi Graf                                      | Natalia Zvereva                                  | 6-0, 6-0                                         |
| 1989      | Arantxa Sánchez Vicario                          | Steffi Graf                                      | 7-6(6), 3-6, 7-5                                 |
| 1990      | Monica Seles                                     | Steffi Graf                                      | 7-6(6), 6-4                                      |
| 1991      | Monica Seles                                     | Arantxa Sánchez Vicario                          | 6-3, 6-4                                         |
| 1992      | Monica Seles                                     | Steffi Graf                                      | 6-2, 3-6, 10-8                                   |
| 1993      | Steffi Graf                                      | Mary Joe Fernández                               | 4-6, 6-2, 6-4                                    |
| 1994      | Arantxa Sánchez Vicario                          | Mary Pierce                                      | 6-4, 6-4                                         |
| 1995      | Steffi Graf                                      | Arantxa Sánchez Vicario                          | 7-5, 4-6, 6-0                                    |
| 1996      | Steffi Graf                                      | Arantxa Sánchez Vicario                          | 6-3, 6-7(4), 10-8                                |
| 1997      | Iva Majoli                                       | Martina Hingis                                   | 6-4, 6-2                                         |
| 1998      | Arantxa Sánchez Vicario                          | Monica Seles                                     | 7-6(5), 0-6, 6-2                                 |
| 1999      | Steffi Graf                                      | Martina Hingis                                   | 4-6, 7-5, 6-2                                    |
| 2000      | Mary Pierce                                      | Conchita Martínez                                | 6-2, 7-5                                         |
| 2001      | Jennifer Capriati                                | Kim Clijsters                                    | 1-6, 6-4, 12-10                                  |
| 2002      | Serena Williams                                  | Venus Williams                                   | 7-5, 6-3                                         |
| 2003      | Justine Henin-Hardenne                           | Kim Clijsters                                    | 6-0, 6-4                                         |
| 2004      | Anastasia Andreyevna Myskina                     | Elena Dementieva                                 | 6-1, 6-2                                         |
| 2005      | Justine Henin-Hardenne                           | Mary Pierce                                      | 6-1, 6-1                                         |
| 2006      | Justine Henin-Hardenne                           | Svetlana Kuznetsova                              | 6-4, 6-4                                         |
| 2007      | Justine Henin                                    | Ana Ivanovic                                     | 6-1, 6-2                                         |
| 2008      | Ana Ivanovic                                     | Dinara Safina                                    | 6–4, 6–3                                         |
| 2009      | Svetlana Kuznetsova                              | Dinara Safina                                    | 6–4, 6–2                                         |
| 2010      | Francesca Schiavone                              | Samantha Stosur                                  | 6–4, 7–62                                        |
| 2011      | Lý Na                                            | Francesca Schiavone                              | 6–4, 7–60                                        |
| 2012      | Maria Sharapova                                  | Sara Errani                                      | 6–3, 6–2                                         |
| 2013      | Serena Williams                                  | Maria Sharapova                                  | 6–4, 6–4                                         |
| 2014      | Maria Sharapova                                  | Simona Halep                                     | 6–4, 6–77 6–4                                    |
| 2015      | Serena Williams                                  | Lucie Safarova                                   | 6–3, 6–72, 6–2                                   |
| 2016      | Garbine Muguruza                                 | Serena Williams                                  | 7–5, 6–4                                         |
| 2017      | Jelena Ostapenko                                 | Simona Halep                                     | 4-6, 6-4, 6-3                                    |
| 2018      | Simona Halep                                     | Sloane Stephens                                  | 3–6, 6–4, 6–1                                    |
| 2019      | Ashleigh Barty                                   | Markéta Vondroušová                              | 6–1, 6–3                                         |
| 2020      | Iga Świątek                                      | Sofia Kenin                                      | 6–4, 6–1                                         |
| 2021      | Barbora Krejčíková                               | Anastasia Pavlyuchenkova                         | 6–1, 2–6, 6–4                                    |
| 2022      | Iga Świątek (2)                                  | Coco Gauff                                       | 6–1, 6–3                                         |
| 2023      | Iga Świątek (3)                                  | Karolína Muchová                                 | 6–2, 5–7, 6–4                                    |
| 2024      | Iga Świątek (4)                                  | Jasmine Paolini                                  | 6–2, 6–1                                         |
| 2025      | Coco Gauff                                       | Aryna Sabalenka                                  | 6–7(5–7), 6–2, 6–4                               |